# Ruhrstahl X-7
Die Ruhrstahl X-7 „Rotkäppchen“ (auch Kramer X-7 oder Ruhrstahl-Kramer RK 347) war eine deutsche Panzerabwehrlenkrakete mit Drahtlenkung (heute als MCLOS bezeichnet), die während des Zweiten Weltkrieges entwickelt wurde. Sie stellt quasi die kleinere Ausführung der X-4 dar, wurde jedoch von Feststoffraketen angetrieben.

## Geschichte
Da die deutschen Panzerabwehrwaffen wie die Panzerfaust und der Panzerschreck nur auf sehr kurze Entfernungen effektiv waren, wurde nach einer auch auf größerer Entfernung wirkungsvollen Waffe zur Vernichtung von gepanzerten Fahrzeugen gesucht. So erhielt 1944 die Firma Ruhrstahl vom Heereswaffenamt den Auftrag, die X-7 zu entwickeln. Ruhrstahl lehnte sich bei der Entwicklung stark an die zu diesem Zeitpunkt schon erfolgreich getestete Luft-Luft-Rakete X-4 an.
Die X-7 wurde von zwei Feststoffraketen angetrieben, wobei die erste Stufe einen Schub von 68 kp produzierte, die Rakete startete und auf Geschwindigkeit brachte. Die zweite Stufe produzierte über acht Sekunden einen Dauerschub von 5,5 kp und sollte den Flugkörper mit der 2,5 kg schweren Hohlladung ins Ziel bringen. Die maximale Reichweite der X-7 lag bei ca. 1.200 m. Am 21. September 1944 wurden auf dem Truppenübungsplatz Sennelager sieben X-7 zu Testzwecken gestartet. 1945 sollte der Abschluss der Erprobungen erfolgen und es war eine Massenfertigung bei Ruhrstahl im Werk Brackwede und in den Mechanischen Werken Neubrandenburg geplant. Einige hundert X-7 wurden produziert, wovon die meisten für Versuche verwendet wurden. Es kamen möglicherweise noch einige wenige Exemplare in den letzten Kriegsmonaten 1945 an der Ostfront zum Einsatz. Die X-7 war wegweisend für die weitere Entwicklung von Panzerabwehrlenkwaffen nach dem Zweiten Weltkrieg.
Eine weiterentwickelte und verbesserte Version der X-7 stellte Frankreich 1955 mit der SS.10 her, deren Entwicklung wiederum maßgeblich die folgende wie bekanntere SS.11 beeinflusste.